# شادي رضوان
شادي رضوان (مواليد 2001)، لاعب كرة قدم مصري يلعب في الجناح في النادي الأهلي. صنفته جريدة الغارديان الإنجليزية ضمن أبرز 60 موهبة كروية في العالم.
بدأ شادي مسيرته في قطاع الناشئين بالنادي الأهلي،وفي صيف 2020 تم تصعيده للفريق الأول .